# ون بيس (الموسم 3)
الموسم الثالث من سلسلة أنمي ون بيس، أُنتج بواسطة أستوديو توي أنميشن وإخراج كينوسوكي أودا استنادًا على مانجا إييتشيرو أودا وتم بثه على تلفزيون فوجي في الفترة من 26 أغسطس 2001 وحتى 9 ديسمبر 2001، وبلغ إجمالي الحلقات 14 حلقة.
تدور قصة هذا الموسم حول قراصنة قبعة القش ومحاولتهم على العثور على طبيبٍ بعد مرض نامي حيث يبحرون إلى جزيرة درام وهناك يواجهون قراصنة وابول. وهناك يقابلون تشوبرالذي ينضم إلى الطاقم.

## قائمة الحلقات

### دخول تشوبر في جزيرة الشتاء
| الرقم | عنوان الحلقة                                                                               | عنوان الحلقة                 | تاريخ العرض الأصلي |
| الرقم | باليابانية                                                                                 | بالعربية (دبلجة مركز الزهرة) | تاريخ العرض الأصلي |
| ----- | ------------------------------------------------------------------------------------------ | ---------------------------- | ------------------ |
| 78    | «نامي مريضة! ما وراء الثّلج المتساقط على البحر!» (ナミが病気?海に降る雪の向こうに!)         | «مرض ملاحة الفريق»           | 26 أغسطس 2001      |
| 79    | «غارة! طاغية القصدير ووابول القصدير» (奇襲!ブリキング号とブリキのワポル)                   | «الهجوم المفاجئ»             | 2 سبتمبر 2001      |
| 80    | «جزيرة بدون أطبّاء؟ المغامرة بلادٌ مغمورة!» (医者のいない島?名も無き国の冒険!)               | «جزيرة من دون طبيب»          | 9 سبتمبر 2001      |
| 81    | «هل أنتم سعداء؟ الطّبيبة المدعوّة بالمشعوذة!» (ハッピーかい?魔女と呼ばれた医者!)             | «أصعب لحظات المغامرة»        | 16 سبتمبر 2001     |
| 82    | «عزيمة دولتون! إرساء فيلق وابول على الجزيرة» (ドルトンの覚悟!ワポル軍団島に上陸)           | «عودة قراصنة الجزيرة»        | 7 أكتوبر 2001      |
| 83    | «الجزيرة حيث يعيش الثّلج! تسلّقوا درام روك!» (雪の住む島!ドラムロッキーを登れ!)              | «خطر جديد اسمه الصقيع»       | 7 أكتوبر 2001      |
| 84    | «رنّة بأنفٍ أزرق! سرّ تشوبّر» (トナカイは青っ鼻!チョッパーの秘密)                              | «وعل يردد الكلمات»           | 21 أكتوبر 2001     |
| 85    | «حلمُ منبوذ! هيرولوك الدجّال!» (はみだし者の夢!やぶ医者ヒルルク!)                            | «قصة الطبيب والوعل»          | 28 أكتوبر 2001     |
| 86    | «أزهار كرز هيرولوك والإرادة الّتي ستُورّث!» (ヒルルクの桜と受け継がれゆく意志!)               | «رحيل الصديق الوحيد»         | 4 نوفمبر 2001      |
| 87    | «مواجهةٌ ضدّ فيلق وابول! قوّة فاكهة المضغ» (VSワポル軍団!バクバクの実の能力!)                 | «الوجه الحقيقي للطاغية»      | 11 نوفمبر 2001     |
| 88    | «فاكهة شيطان من نّوع زون! تحوّلات شكل تشوبّر السّبعة» (動物系悪魔の実!チョッパー七段変形)      | «رحلة جديدة نحو القلعة»      | 18 نوفمبر 2001     |
| 89    | «عندما ينتهي حكم المملكة! يرفرف علم الإيمان إلى الأبد» (王国の支配終る時!信念の旗は永遠に) | «سيَبقى العَلَم في مكانه»       | 25 نوفمبر 2001     |
| 90    | «أزهار كرز هيرولوك! معجزة في درام روك» (ヒルルクの桜!ドラムロッキーの奇跡)                 | «بستان الكرز مرة ثانية»      | 2 ديسمبر 2001      |
| 91    | «وداعًا يا جزيرة درام! أنا ذاهب إلى البحر!» (さようならドラム島!僕は海へ出る!)              | «وداعًا يا جزيرة الثلج»       | 9 ديسمبر 2001      |

## إصدارات الأقراص

#### اليابانية
| المجلد                       | المجلد                            | المجلد   | الحلقات        | تاريخ الصدور  | المصدر |
| ---------------------------- | --------------------------------- | -------- | -------------- | ------------- | ------ |
|                              | 3rdシーズン チョッパー登場 冬島篇 | piece.01 | 77–79          | 4 سبتمبر 2002 | [ 16 ] |
| piece.02                     | 3rdシーズン チョッパー登場 冬島篇 | 80–82    | 2 أكتوبر 2002  | [ 17 ]        |        |
| piece.03                     | 3rdシーズン チョッパー登場 冬島篇 | 83–85    | 7 نوفمبر 2002  | [ 18 ]        |        |
| piece.04                     | 3rdシーズン チョッパー登場 冬島篇 | 86–88    | 4 ديسمبر 2002  | [ 19 ]        |        |
| piece.05                     | 3rdシーズン チョッパー登場 冬島篇 | 89–91    | 8 يناير 2003   | [ 20 ]        |        |
| 4thシーズン アラバスタ上陸篇 | Piece.01                          | 92–94    | 5 فبراير 2003  | [ 21 ]        |        |
| ONE PIECE Log Collection     | ”تشوبّر“                           | 78–91    | 22 ديسمبر 2010 | [ 22 ]        |        |
| ONE PIECE Log Collection     | ”ألاباستا“                        | 92–110   | 28 يناير 2011  | [ 23 ]        |        |
| ONE PIECE Log Collection SET | الأزرق الشرقي إلى تشوبّر           | 1–92     | 27 مارس 2015   | [ 24 ]        |        |

## الملاحظات
1. ↑  ترتيب الحلقات حسب أستوديو توي أنميشن.
2. ↑  تاريخ صدور الحلقات حسب عرضها على تلفزيون فوجي.
3. ↑  ترجمة عناوين الحلقات وفق منصة كرانشي رول.
4. ↑  عُرضتا الحلقة الـ82 والحلقة الـ83 معًا كبرنامج تلفزيوني خاص.